# Fahr zur Hölle (Film)
Fahr zur Hölle (Originaltitel: Return of the Frontiersman ) ist ein US-amerikanischer Western aus dem Jahr 1950 von Richard L. Bare mit Gordon MacRae und Julie London in den Hauptrollen. Der Film wurde von Warner Bros. produziert.

## Handlung
Seit einiger Zeit herrscht in der Stadt Laramie Frieden, so dass Sheriff Barrett kaum etwas zu tun hat. Das ändert sich, als es im Saloon zwischen seinem Sohn Logan und einem Mann namens Kearney zu einer Schlägerei kommt. Logan gibt freimütig seine Schuld zu. Der Zeitungsverleger Larrabee gibt an, mit Kearney gepokert zu haben. Kearney beschuldigte ihn des Falschspiels und zog seine Pistole, die ihm von Logan aus der Hand geschossen wurde, da Larrabee wie immer unbewaffnet war. Barrett nimmt Kearney und seinen Sohn fest und lässt sie für 10 Tage in den Zellen.
Als der Sheriff Kearney freilässt, behält er dessen Pistole ein. Auch Logan lässt er frei, warnt ihn jedoch, sich von Kearney fernzuhalten. Logans Weg führt ihn an Kearneys Ranch vorbei. Er hört Schüsse und findet Kearney erschossen auf. Der Rancharbeiter Ryan kommt hinzu, schenkt aber Logans Aussage keinen Glauben. Kurzerhand schlägt Logan ihn nieder und folgt den Spuren des unbekannten Schützen. Ryan kommt wieder zu sich und alarmiert den Sheriff. Larrabee vermutet, dass Logan in Notwehr geschossen hat, doch Sheriff Barrett klärt ihn auf, dass Kearney unbewaffnet war. Mit einigen Männern macht er sich auf die Verfolgung seines Sohnes.
Logan begegnet der Nichte des Arztes Dr. Martin, Janie. Sie erzählt ihm, dass sie eine Stunde zuvor einen Reiter gesehen hat, der ein ähnliches Pferd wie Logan ritt. Die Verfolger holen Logan ein,  der von seinem Vater festgenommen wird. Man will auf den Marshal warten, damit dem Sheriff keine familiäre Voreingenommenheit vorgeworfen werden kann. Larrabee steckt Logan heimlich eine Pistole zu, der so entkommen kann. Kurz nach Logans Flucht, bei der er angeschossen wurde, wird die Bank in Laramie überfallen. Dabei wird der Kassierer Zack angeschossen. Dessen Täterbeschreibung passt auf Logan. Der schleicht in Dr. Martins Haus und lässt sich behandeln. Dann nimmt er Janie als Geisel und macht sich mit ihr wieder auf die Verfolgung des Mörders. Erst durch Janie erfährt Logen von dem Banküberfall.
Die beiden beobachten den Überfall auf eine Postkutsche. Einer der Räuber ähnelt Logan und trägt die gleiche Kleidung. Jetzt wird Janie klar, dass Logan die Wahrheit gesagt hat und will ihm helfen. Sie verfolgen die Männer zu ihrem Versteck und können  einen der Männer Gefangennahme, als er sich um die Pferde kümmern will. Sie wollen ihn zum Sheriff nach Laramie bringen, doch der Mann wird hinterrücks erschossen. Logan schickt Janie zurück zu ihrem Onkel und reitet selbst zu Larrabee. Diesem erzählt er von seinem Verdacht, dass ein Gesetzloser die Ruhe und den Frieden in Laramie, und somit die Unachtsamkeit der Einwohner, für seine Taten ausnutzen will. Larrabee schickt einen seiner Männer zum Sheriff. Dann gesteht er, der Anführer der Verbrecherbande zu sein. Er will Logan töten und ihm dann die ganzen bisher begangenen Taten anhängen. 
Als Larrabee kurz abgelenkt ist, greift Logan ihn an. Larrabee kann entkommen, wird jedoch vom eingetroffenen Sheriff und dessen Männern zum Versteck der Bande verfolgt. Im folgenden Kampf stehen Vater und Sohn Seite an Seite. Die Verbrecher werden besiegt und Logan ist rehabilitiert. Er sucht Janie auf, die sich in ihn verliebt hat.

## Produktion

### Hintergrund
Gedreht wurde der Film von Mitte bis Ende April 1949 im Bronson Canyon.
Laut einer Meldung im The Hollywood Reporter war Ray Enright als Regisseur vorgesehen. Kurz vor Drehbeginn wurde er durch Richard L. Bare ersetzt. Alexis Smith wurde von Warner beurlaubt, weil sie sich weigerte, die Rolle der Julie Martin zu spielen.

### Besetzung
In einer kleinen nicht im Abspann erwähnten Nebenrolle trat Richard Egan auf. Ebenfalls unerwähnt blieb Harlan Briggs als Zack.

## Veröffentlichung
Die Premiere des Films fand am 9. Juni 1950 in New York statt. In der Bundesrepublik Deutschland kam er am 13. Dezember 1957 in die Kinos.

## Kritiken
Das Lexikon des internationalen Films schrieb: „Uninteressanter Western mit ausgiebigen Schießereien.“
Bosley Crowther von der The New York Times beschrieb den Film als eine der armseligsten Wüstenstrauchsagas der Saison. Die Schuld daran liege am Regisseur und am Produzenten, die bei diesem schlaffen Abenteuer nicht besser als die angestellten Helfer seien.
Der Kritiker des TV Guide sah eine Routine-Pferdeoper, dessen langweilige Action auch nicht durch MacRaes Gesang überwunden werde.